# Santa Gertrudes (ort)
Santa Gertrudes är en ort i Brasilien.   Den ligger i kommunen Santa Gertrudes och delstaten São Paulo, i den sydöstra delen av landet, 700 km söder om huvudstaden Brasília. Santa Gertrudes ligger 592 meter över havet och antalet invånare är 18 490.
Terrängen runt Santa Gertrudes är platt åt nordväst, men åt sydost är den kuperad. Runt Santa Gertrudes är det tätbefolkat, med 459 invånare per kvadratkilometer.. Närmaste större samhälle är Rio Claro, 6,0 km nordväst om Santa Gertrudes.
Omgivningarna runt Santa Gertrudes är en mosaik av jordbruksmark och naturlig växtlighet.